# 刘克庄
劉克莊（1187年—1269年），初名灼，字潛夫，號後村居士，莆田城廂（今屬福建）人。吏部侍郎劉彌正之子。南宋詩詞家，為江湖詩派人物。

## 簡介
宋孝宗淳熙十四年（1187年）生，早年隨父宦遊四方，入居臨安。宋寧宗嘉定二年（1209年）以其父蔭入仕，任仕靖安主簿、真州录事，宋理宗寶慶元年（1225年）十月任建陽縣知縣，與宋慈友好。因寫《落梅》詩“東風謬掌花權柄，卻忌孤高不主張”，得罪權貴，为史弥远鹰犬李知孝、梁成大攻击为谤讪朝政，幸得郑清之排解，改任潮州（今属广东）通判，降领宫观闲差，廢置十年。與翁卷、趙師秀、戴復古、敖陶孫等交往。嘉熙三年（1239年），擢广东提举。第二年升任广东转运副使，不久摄政广东市舶司，“俸给、例券皆都不受，买田二百亩为南仕归丧之费。”
理宗淳佑六年（1246年）以“文名久著，史学尤精”，賜進士，歷任樞密院編修、中書舍人、兵部侍郎等，官至龍圖閣直學士。其間因彈劾宰相史嵩之而先後五次貶官。惜晚节不保，晚年與奸臣贾似道交好，為人所譏。詩學晚唐，刻琢精麗，為江湖詩派中的領軍人物。創作有大量的愛國詩詞，著作有《後村別調》和《後村先生大全集》，有詩5000多首，詞200多首。《宋史》無傳。
劉克莊妻子，勉夫拒敵：克莊妻林氏，性賢孝，虜騎入境，克莊率師督戰，以妻病重，遲未出發，林氏責之曰：“虜入大恥，奈何以妾身而害君是乎。”克莊感愧，遂即出發殺敵。

## 家庭
- 祖父 劉夙
- 父親 劉彌正
- 母親 林氏 [5]
- 姐姐 劉氏，嫁方濯
- 弟弟 劉克遜
- 弟弟 劉克剛
- 弟弟 劉克永，娶姊夫方濯的妹妹
- 妹妹 劉氏，嫁方采
- 妹妹 劉氏，嫁方孺鐵 [6]
- 原配 林節，生有四名子女 [7]